# Man and His Music
Albums de Boogie Down Productions
Sex and Violence
(1992) Best of B-Boy Records
(2001)
Man and His Music (Remixes from Around the World) est une compilation des Boogie Down Productions, sortie le 23 septembre 1997.

## Liste des titres
| No  | Titre                       | Durée |
| --- | --------------------------- | ----- |
| 1.  | Advance                     | 5:54  |
| 2.  | Poetry #1                   | 6:04  |
| 3.  | BDP Medley #5               | 4:22  |
| 4.  | Word #8                     | 3:30  |
| 5.  | Red Alert (Criminal Minded) | 6:23  |
| 6.  | Super Hoe #4                | 5:20  |
| 7.  | BDP Medley #7               | 5:09  |
| 8.  | BDP Medley #11              | 3:00  |
| 9.  | Doc Mix (Criminal Minded)   | 6:50  |
| 10. | Poetry #3                   | 5:08  |
| 11. | Criminal Minded #9          | 3:33  |
| 12. | D Nice Rocks the House      | 3:15  |
| 13. | Poetry #2                   | 4:54  |
| 14. | Criminal Minded #6          | 6:00  |
| 15. | ? #10                       | 5:54  |